# Karl Vass
Karl Vass (* 20. Juni 1896 in Budapest; † 3. Oktober 1953 ebenda; gebürtig Károly Vass) war ein ungarischer Kameramann.

## Leben
Nach einer fotografischen Ausbildung in Budapest arbeitete er ab 1913 als Fotograf. 1914 wurde er untergeordneter Kameramann beim ungarischen Film. Nach seiner Einberufung zum Kriegsdienst drehte er im letzten Kriegsjahr 1918 in Budapester Ateliers seinen ersten Film als Chefkameramann.
Im Oktober 1919 verließ er Ungarn und ging zuerst nach Wien und im August 1920 nach Berlin. Beim deutschen Film konnte er seine Karriere als Kameramann fortsetzen. 1926 stand er in Japan und China mit Emil Schünemann bei den Dreharbeiten zu den Abenteuerfilmen Die Frau ohne Namen und Colonialskandal hinter der Kamera.
Im Tonfilmzeitalter wurde Vass in Deutschland meist nur noch für Dokumentarfilme herangezogen. So gehörte er zu dem Stab von Kameraleuten, über den Leni Riefenstahl bei den Aufnahmen zu Triumph des Willens und Olympia gebot. Er kehrte anschließend nach Ungarn zurück und arbeitete dort bis 1944 als Kameramann.

## Filmografie (Auswahl)
| - 1917: Der Maskenball (Álarcosbál) - 1917: Dorian Gray (Az élet király) - 1917: Das Meeresungeheuer (A tryton) - 1918: Casanova - 1920: Der Falschspieler - 1920: Der Henker von Sankt Marien - 1921: Begierde - 1921: Lady Hamilton - 1921: Das rote Plakat, 2. Teil: Die eiserne Acht - 1922: Krawattenmacher – Der Wucherer von Berlin - 1922: Lucrezia Borgia - 1923: Paganini - 1923: S.O.S. Die Insel der Tränen - 1924: Arabella, der Roman eines Pferdes - 1924: Das schöne Abenteuer - 1924: Carlos und Elisabeth - 1925: Soll man heiraten? - 1925: Hanseaten | - 1926: Die Zwei und die Dame - 1927: Die Frau ohne Namen (2 Teile) - 1927: Die Jagd nach der Braut - 1927: Colonialskandal - 1927: Eheferien - 1927: Die Insel der verbotenen Küsse - 1927: Das Fräulein von Kasse 12 - 1928: So küsst nur eine Wienerin - 1929: Lockendes Gift - 1930: Sei gegrüßt, Du mein schönes Sorrent - 1931: Die Nacht ohne Pause - 1932: Der Feldherrnhügel - 1933: Das Testament des Dr. Mabuse - 1934: Volldampf voraus! - 1935: Triumph des Willens - 1936: Der Dschungel ruft - 1936/38: Olympia (2 Teile) - 1941: Das letzte Lied (Az utolsó dal) |